# Humrich
Humrich (513 m n. m., dříve Vyhlídka) je vrchol ve Frýdlantské pahorkatině v Libereckém kraji na severu České republiky. Samotný vrchol je dominantou lesnaté krajiny mezi Bulovkou a Horní Řasnicí. Vede k němu několik lesních cest, jak ze západní strany, tak z východní. Po jeho severním úbočí prochází zeleně značená turistická trasa z Horních Pertoltic přes Horní Řasnici do Nového Města pod Smrkem.
Ve vrcholové části kopce se v délce přibližně deseti metrů nachází skalní hřeben, jehož výška dosahuje asi šesti metrů. Tvoří ho hrubozrnná (zawidówská) žula a po jeho celém obvodu se nachází pukliny, převisy či rýhy. Na vrcholu rostou bukové lesy, které omezují výhled západním směrem. Na jeho severním úbočí pramení Bulovský potok, na severovýchodním Řasnice a z močálů na jihozápadní straně vytéká Arnoltický potok.

## Název
Vrchol se v minulosti nazýval Vyhlídka, tento název je uveden ještě na státní mapě vydané roku 2001.